# حارة النهضة (صنعاء)

تعديل مصدري - تعديل

النهضة هي إحدى حارات حي سدس الروض بمدينة الروضة شمال العاصمة اليمنية "صنعاء"، بلغ تعداد سكانها 452 نسمة حسب تعداد اليمن لعام 2004.